# Dendrobates (kikkers)
Dendrobates is een geslacht van kikkers uit de familie van de  pijlgifkikkers (Dendrobatidae). De groep werd beschreven door Johann Georg Wagler in 1830.
De meeste soorten pijlgifkikkers werden ooit tot het geslacht Dendrobates gerekend, maar vele soorten zijn in 2006 ingedeeld bij verschillende andere geslachten, op basis van uiterlijke of biologische kenmerken. Een voorbeeld zijn de verschillende soorten die de kikkervisjes voeden met onbevruchte voedsel-eitjes; deze soorten worden tegenwoordig tot het geslacht Oophaga gerekend. De geslachtsnaam Oophaga betekent letterlijk ei-etend.
Andere geslachten waarbij de voormalige Dendrobates-soorten zijn ingedeeld, zijn Adelphobates, Andinobates, Phyllobates, Excidobates, Minyobates en Ranitomeya. De Franse natuuronderzoeker Alfred Grandidier zag kikkers op het eiland Madagaskar aan voor pijlgifkikkers en beschreef ze als Dendrobates-soorten. Later werden ze in het nieuwe geslacht Mantella geplaatst, behorende tot de in Madagaskar en Mayotte endemische familie gouden kikkers (Mantellidae).
Er zijn tegenwoordig vijf verschillende soorten. Alle soorten komen voor in delen van Zuid-Amerika en leven in de landen Brazilië, Colombia, Costa Rica, Guyana, Suriname, Frans-Guyana, Nicaragua en Panama. Dendrobates auratus is geïntroduceerd in Hawaï (Verenigde Staten).

## Soorten
- Dendrobates auratus – Gouden gifkikker
- Dendrobates leucomelas – Bijengifkikker
- Dendrobates nubeculosus
- Dendrobates tinctorius
- Dendrobates truncatus